# Йов (Тивонюк)
Митрополит Йов (в миру Тивонюк Дмитро Якович; 6 листопада 1938, Почаїв — 1 грудня 2020, Москва) — архієрей РПЦ. Мав титули: Зарайський (1975—1988), Костромський і Галицький (1988—1989), Житомирський і Новоград-Волинський (1989—1994), Одинцовський (1994—1996), Челябінський і Златоустівський (1996—2011). Висвячений у єпископа в 1975 році, з 1988 року — архієпископ, з 2000 року — митрополит. З 2011 року перебував на спокої.

## Життєпис
Народився в сім'ї селян. В юності став послушником Почаївської лаври, а потім Балтського монастиря. Навчався в Київській, а після служби в армії — Одеській семінаріях, пізніше — в Московській духовній академії.

### Початок служіння
Прийняв чернецтво в Троїце-Сергієвій лаврі. Кандидатська дисертація ієродиякона Йова (хіротонію здійснював майбутній патріарх Пимен) була присвячена Успенському собору Лаври.
У 1969 митрополит Пимен висвятив Йова в ієромонахи і відправив в Читу. Після повернення Йов поступив в аспірантуру Московської духовної академії і на роботу в ВЗЦЗ МП.
У 1974 возведений у сан ігумена. 26 грудня того ж року возведений у сан архімандрита.
3 січня 1975 хіротонізований на єпископа Зарайського, вікарія Московської єпархії. Хіротонію в Богоявленському патріаршому соборі здійснили патріарх Московський і всієї Русі Пимен, митрополити Київський Філарет Денисенко, Тульський Ювеналій Поярков, архієпископи Волоколамський Питирим Нечаєв, Дмитровський Володимир Сабодан, єпископи Подільський Серапіон Фадєєв, Курський Хризостом Мартішкін.
Тоді ж призначений керуючим патріаршими парафіями в Канаді і тимчасово в США (1975–1976). Через рік повернувся до Радянського Союзу, ставши заступником голови ВЗЦЗ. Брав участь в підготовці святкування тисячоліття хрещення Русі.
12 березня 1979 нагороджений Орденом преподобного Сергія Радонезького III ступеня.
30 листопада 1988 призначений Священним Синодом архієпископом Костромським і Галицьким.

### Архієрейство в Житомирі
У 1989 переведений в Український екзархат, на Житомирську кафедру, на місце єпископа Іоанна Боднарчука, незабаром позбавленого архієрейського сану і чернецтва за розкольницьку діяльність. Опинившись в Україні, Йов критично оцінив дії митрополита Філарета і намітив кандидатуру митрополита Володимира на його місце. Коли Філарет відмовився від обіцянки скликати собор архієреїв України для звільнення його від обов'язків предстоятеля Української Православної Церкви, даного на архієрейському соборі 1— 4 квітня 1992, Йов запросив на зустріч в Житомир єпископа Онуфрія. Незважаючи на протидію Філарета, зустріч відбулася. Крім Онуфрія і Йова, на ній були присутні митрополит Агафангел, єпископи Василь, Сергій і Аліпій, інші священнослужителі і миряни. Учасники зборів визнали Філарета клятвопорушником і зажадали скликання собору. Проведений за дорученням Священного синоду РПЦ Харківський собор 27 — 28 травня 1992 скинув Філарета, і митрополитом було обрано Володимира.

### Архієрейство в Челябінську
Після двохрічного (1994–1996) перебування на Одинцовській кафедрі Йов був призначений правлячим архієреєм в Челябінськ.
25 лютого 2000 в Богоявленському соборі в Москві Патріархом Алексієм II возведений у сан митрополита.

#### Будівництво храмів
Відзначається суттєве зростання числа парафій Челябінської єпархії за роки перебування Йова на Уралі. Серед новозбудованих храмів — комплекс Серафима Саровського, храм в ім'я Святого Симеона Верхотурського в Златоусті, Вознесенська церква в Магнітогорську, Богоявленська церква в Єткулі і найбільший в Челябінську храм Георгія Побідоносця. Проте, патріарх Кирило під час візиту до Челябінська зазначив «печать старого життя», що лежить на місті, що пов'язують з неактивністю Йова в боротьбі за храм Олександра Невського на Алому полі, де розташовується органний зал.

#### Відносини з владою
Відносини Йова з місцевою владою називають зразковими.
У 2008 митрополит був нагороджений відзнакою «За заслуги перед Челябінської областю», в 2009 було підписано угоду про співпрацю з Уральським федеральним округом, в 2010 — угоду про соціальне партнерство з округом в Челябінську підписав патріарх Кирило.
Йов збирався особисто відспівувати померлого під слідством віце-губернатора Костянтина Бочкарьова і клопотав про дострокове звільнення колишнього мера Міасса Володимира Григоріаді, засудженого за хабарництво.

#### Конфлікти в єпархії
За спогадами ігумена РПАЦ Прокла, Йов був неприязно зустрінутий челябінським духовенством, але зумів завоювати авторитет. Одним з його прихильників спочатку був ігумен Севастіан Жатков. За даними газети «Коммерсантъ», архієпископ ігнорував звернення, що надходили стосовно пристрасті Севастіана до педофілії.
В кінці 1997 (згідно зі свідченнями Прокла) між Йовом та Севастіаном настало похолодання відносин. У 1999 ігумен був заарештований, в 2000 — визнаний винним і засуджений до тюремного ув'язнення. Після звільнення за амністією приєднався до РПАЦ.
У 2004 стався конфлікт між митрополитом і настоятелем магнітогорського храму Ярославом Марчишаком. Ярослав звинуватив фінансове керівництво храму в розкраданнях і сформував нову парафіяльну раду, але був звинувачений в перелюбі і позбавлений статусу благочинного.
Скандал викликав великий резонанс, місцеві ЗМІ пророкували Йову відставку.
У 2007 єпархія почала боротьбу з культом Чебаркульського підлітка В'ячеслава Крашеніннікова, яка завершилася успіхом в 2010, коли Видавнича рада Російської православної церкви визнала життєпис «святого отрока» таким, що суперечить православному віровченню.

### Відхід на спокій
22 березня 2011 митрополит Іов відправлений Синодом на спокій за станом здоров'я. Синод висловив йому глибоку вдячність за багаторічну архіпастирську працю. Місцем його проживання була визначена Москва. Призначений почесним настоятелем до Храму Ризоположення на Донській.
Помер 1 грудня 2020 року..
Похований 4 грудня 2020 року на братському кладовищі Свято-Успенської Почаївської Лаври м. Почаєва

## Нагороди
- орден св. князя Володимира II ступеня (1977)
- орден прп. Сергія Радонезького III ступеня (1979)
- орден прп. Сергія Радонезького I ступеня;
- орден прп. Сергія Радонезького II ступеня (25 лютого 2005) — «до уваги за ревне архієрейське служіння і у зв'язку з 30-річчям архієрейської хіротонії»[23]
- орден св. кн. Данила Московського II ступеня.